# Xã Anderson, Quận Hamilton, Ohio
Xã Anderson (tiếng Anh: Anderson Township) là một xã thuộc quận Hamilton, tiểu bang Ohio, Hoa Kỳ. Năm 2010, dân số của xã này là 43.446 người.